# Hontanares de Eresma
Hontanares de Eresma is een gemeente in de Spaanse provincie Segovia in de regio Castilië en León met een oppervlakte van 6,13 km². Hontanares de Eresma telt 1.322 inwoners (1 januari 2016).